# Finska mästerskapet i bandy 1949
Finska mästerskapet i bandy 1949 spelades av 16 lag, indelade i två grupper. Dessutom spelades en match mellan segrarna i de tävlingar som Finlands Bollförbund och Arbetarnas Idrottsförbund i Finland anordnat.
Östra serien vanns av Lappeenrannan Urheilu-Miehet efter bara en poängförlust, 3–3-mot Warkauden Pallo -35. IFK Vasa vann västra serien.

## Finlands Bollförbund, Mästerskapsserien

### Väst
| Lag                    | Spelade | Vinster | Oavgjorda | Förluster | Målskillnad | Poäng | VIFK | OPS | I-Kiss | HIFK | OLS | SePS | KiPo | OPP |
| ---------------------- | ------- | ------- | --------- | --------- | ----------- | ----- | ---- | --- | ------ | ---- | --- | ---- | ---- | --- |
| IFK Vasa               | 7       | 6       | 0         | 1         | 29-12       | 12    |      | 1-4 | 4-3    | 4-1  | 6-1 | 2-1  | 6-1  | 6-1 |
| OPS                    | 7       | 3       | 3         | 1         | 21-12       | 9     |      |     | 2-2    | 2-2  | 2-2 | 0-4  | 5-1  | 6-0 |
| Tampereen Ilves-Kissat | 7       | 4       | 1         | 2         | 17-9        | 9     |      |     |        | 0-2  | 3-0 | 5-1  | 3-0  | 1-0 |
| IFK Helsingfors        | 7       | 3       | 2         | 2         | 17-11       | 8     |      |     |        |      | 2-2 | 5-0  | 1-3  | 4-0 |
| OLS                    | 7       | 2       | 2         | 3         | 21-15       | 6     |      |     |        |      |     | 8-0  | 8-1  | 0-1 |
| Seinäjoen Palloseura   | 7       | 3       | 0         | 4         | 17-21       | 6     |      |     |        |      |     |      | 4-1  | 7-0 |
| Kissalan Pojat         | 7       | 2       | 0         | 5         | 10-28       | 4     |      |     |        |      |     |      |      | 3-1 |
| Oulun Pallo-Pojat      | 7       | 1       | 0         | 6         | 3-27        | 2     |      |     |        |      |     |      |      |     |

### Öst
| Lag                          | Spelade | Vinster | Oavgjorda | Förluster | Målskillnad | Poäng | LUM | WP35 | YVPS | Reipas | Hukat | Akls | JoPS | VaPa |
| ---------------------------- | ------- | ------- | --------- | --------- | ----------- | ----- | --- | ---- | ---- | ------ | ----- | ---- | ---- | ---- |
| Lappeenrannan Urheilu-Miehet | 7       | 6       | 1         | 0         | 27-9        | 13    |     | 3-3  | 3-0  | 6-2    | 4-3   | 1-0  | 3-0  | 7-1  |
| Warkauden Pallo -35          | 7       | 5       | 2         | 0         | 38-8        | 12    |     |      | 8-1  | 6-1    | 3-1   | 1-1  | 10-1 | 7-0  |
| Ylä-Vuoksen Palloseura       | 7       | 2       | 3         | 2         | 13-15       | 7     |     |      |      | 1-1    | 2-0   | 6-0  | 2-2  | 1-1  |
| Viipurin Reipas              | 7       | 3       | 1         | 3         | 20-24       | 7     |     |      |      |        | 5-3   | 2-4  | 6-2  | 3-2  |
| Hukat                        | 7       | 3       | 0         | 4         | 19-19       | 6     |     |      |      |        |       | 4-3  | 4-1  | 4-1  |
| Borgå Akilles                | 7       | 1       | 2         | 4         | 14-22       | 4     |     |      |      |        |       |      | 4-4  | 2-4  |
| Joensuun Palloseura          | 7       | 1       | 2         | 4         | 14-30       | 4     |     |      |      |        |       |      |      | 4-1  |
| Vaajakosken Pallo            | 7       | 1       | 1         | 5         | 10-28       | 3     |     |      |      |        |       |      |      |      |

### Match om tredje pris
| Lag 1 | Resultat | Lag 2               |
| ----- | -------- | ------------------- |
| OPS   | 5–1      | Warkauden Pallo -35 |

### Final
Helsingfors Olympiastadion, 27 februari 1949.
| Lag 1                        | Resultat | Lag 2    |
| ---------------------------- | -------- | -------- |
| Lappeenrannan Urheilu-Miehet | 4–2      | IFK Vasa |

### Slutställning
| Placering | Lag                          |
| --------- | ---------------------------- |
| 1.        | Lappeenrannan Urheilu-Miehet |
| 2.        | IFK Vasa                     |
| 3.        | OPS                          |
| 4.        | Warkauden Pallo -35          |
| 5.        | Tampereen Ilves-Kissat       |
| 6.        | IFK Helsingfors              |
| 7.        | Ylä-Vuoksen Palloseura       |
| 8.        | Viipurin Reipas              |
| 9.        | OLS                          |
| 10.       | Hukat                        |
| 11.       | Seinäjoen Palloseura         |
| 12.       | Borgå Akilles                |
| 13.       | Joensuun Palloseura          |
| 14.       | Kissalan Pojat               |
| 15.       | Vaajakosken Pallo            |
| 16.       | Oulun Pallo-Pojat            |

Nykomlingar blev HJK, Helsingin Palloseura, Pargas IF och Varkauden Pallo-Pojat
Finska mästarna: Martti Saure, Toivo Kokkonen, Juhani Halme, Arvo Raitavuo, Veikko Partanen, Niilo Immonen, Pentti Kekola, Aarne Airaksinen, Pentti Vartiainen, Matti Serenius, Erkki Kylliäinen, Erkki Vartiainen, tränare: Veijo Pulli.

## AIF-final
| Lag 1         | Resultat | Lag 2                         |
| ------------- | -------- | ----------------------------- |
| Turun Pyrkivä | 3–2 ja.  | Varkauden Työväen Palloilijat |

## Match mellan förbundsmästarna (FBF-AIF)
| Lag 1                        | Resultat | Lag 2         |
| ---------------------------- | -------- | ------------- |
| Lappeenrannan Urheilu-Miehet | 3–2      | Turun Pyrkivä |